# 日本デジタル歯科学会
一般社団法人日本デジタル歯科学会（にほんデジタルしかがっかい、Japan Academy of Digital Dentistry;JADD）とは、歯科用CAD/CAMおよび歯科のデジタル化にかかわる調査・研究を行う専門学術団体の一つである。

## 概要
2010年に日本歯科CAD/CAM学会として設立、2013年に日本デジタル歯科学会へと名称変更を行った。

## 事務所
〒573-1144 大阪府枚方市牧野本町1-4-4 大阪歯科大学歯科技工士専門学校

## 学会出版物

### 雑誌
- 日本歯科CAD/CAM学会誌 NCID AA12765088 (2011 - 2013) 年刊
- 日本デジタル歯科学会誌 NCID AA12765099 (2014 - ) 年刊

### 書籍
- 日本歯科CAD/CAM学会 編『CAD/CAM YEAR BOOK 2012』クインテッセンス出版〈別冊 QDT Art & Practice〉、2012年11月10日。ISBN 978-4-7812-0287-7。 NCID BB06132570。
- 日本歯科CAD/CAM学会 編『CAD/CAM YEAR BOOK 2013』クインテッセンス出版〈別冊 QDT Art & Practice〉、2013年11月10日。ISBN 978-4-7812-0343-0。 NCID BB06132570。
- 日本歯科CAD/CAM学会 編『Digital Dentistry YEAR BOOK 2014』クインテッセンス出版〈別冊 QDT Art & Practice〉、2014年9月10日。ISBN 978-4-7812-0394-2。 NCID BB16728883。
- 末瀬一彦、宮﨑隆 編『最新CAD/CAM歯冠修復治療』監修 日本歯科CAD/CAM学会、医歯薬出版〈隔月刊「補綴臨床」別冊〉、2014年12月。 NCID BB17622414。
- 日本歯科CAD/CAM学会 編『Digital Dentistry YEAR BOOK 2015』クインテッセンス出版〈別冊 QDT Art & Practice〉、2015年7月10日。ISBN 978-4-7812-0445-1。 NCID BB16728883。
- 日本歯科CAD/CAM学会 編『Digital Dentistry YEAR BOOK 2016』クインテッセンス出版〈別冊 QDT Art & Practice〉、2016年5月10日。ISBN 978-4-7812-0497-0。 NCID BB16728883。
- 日本歯科CAD/CAM学会 編『Digital Dentistry YEAR BOOK 2017』クインテッセンス出版〈別冊 QDT Art & Practice〉、2017年5月10日。ISBN 978-4-7812-0559-5。 NCID BB16728883。

## 所属団体
- 日本歯学系学会協議会

## 大会等
| 年     | 月日           | 名称                                         | 大会長     | 会場                     | テーマ                                                    | 参加者数  | 備考   |
| ------ | -------------- | -------------------------------------------- | ---------- | ------------------------ | --------------------------------------------------------- | --------- | ------ |
| 2010年 | 3月28日        | 日本歯科CAD/CAM学会 設立総会・記念学術講演会 |            | 都市センターホテル       |                                                           | 約250名   | [ 4 ]  |
| 2011年 | 4月2日～4月3日 | 第2回日本歯科CAD/CAM学会学術大会             | 新谷明喜   | 日本歯科大学             | CAD/CAM医療イノベーション                                 | 200名以上 | [ 6 ]  |
| 2012年 | 4月14日～15日  | 第3回日本歯科CAD/CAM学会学術大会             | 三浦宏之   | 東京医科歯科大学         | 生体に調和したCAD/CAMテクノロジー                         |           | [ 7 ]  |
| 2013年 | 4月20日～21日  | 第4回日本歯科CAD/CAM学会学術大会             | 宮﨑隆     | 昭和大学                 |                                                           |           | [ 8 ]  |
| 2014年 | 4月19日～20日  | 第5回日本デジタル歯科学会学術大会            | 末瀬一彦   | 大阪歯科大学             |                                                           | 400名余り | [ 9 ]  |
| 2015年 | 4月25日～26日  | 第6回日本デジタル歯科学会学術大会            | 佐藤博信   | 福岡国際会議場           |                                                           |           | [ 9 ]  |
| 2016年 | 5月28日～29日  | 第7回日本デジタル歯科学会学術大会            | 疋田一洋   | 北海道立道民活動センター | 拡大し続けるデジタルデンティストリーの世界                |           | [ 10 ] |
| 2017年 | 4月22日～23日  | 第8回日本デジタル歯科学会学術大会            | 大久保力廣 | 鶴見大学記念館           | デジタルにより何が変わるのか？ －次世代歯科医療への提言－ |           | [ 11 ] |